# Beth Rodford
Beth Clare Rodford (* 28. Dezember 1982 in Burton upon Trent) ist eine ehemalige britische Ruderin. Sie war 2010 Weltmeisterin im Doppelvierer.

## Sportliche Karriere
Beth Rodford begann 1995 mit dem Rudersport. Bei den Junioren-Weltmeisterschaften 1999 gewann sie die Bronzemedaille im Vierer ohne Steuerfrau. Im Jahr darauf erreichte sie den vierten Platz im Vierer ohne Steuerfrau und den sechsten Platz im Achter. 2004 siegte der britische Vierer mit Natasha Page, Beth Rodford, Anna Bebington und Alison Knowles zunächst im Ruder-Weltcup von Luzern und dann bei den U23-Weltmeisterschaften.
2005 trat Rodford im Ruder-Weltcup im Zweier ohne Steuerfrau, im Vierer ohne Steuerfrau und im Achter an. Bei den Weltmeisterschaften 2005 belegte sie mit dem Achter den fünften Platz. Im Jahr darauf verpasste der britische Achter bei den Weltmeisterschaften vor heimischem Publikum in Eton das A-Finale und belegte nur den achten Platz. 2007 ruderte Rodford bei den Weltmeisterschaften in München zusammen mit Natasha Page im Zweier ohne Steuerfrau und belegte den zwölften Platz. 2008 kehrte Rodford in den Achter zurück und erreichte bei den Olympischen Spielen in Peking den fünften Platz.
2009 wechselte Rodford vom Riemenrudern zum Skullrudern. Im Weltcup trat sie im Doppelzweier und im Doppelvierer an. Bei den Weltmeisterschaften 2009 belegte der britische Doppelvierer mit Rosamund Bradbury, Beth Rodford, Sarah Cowburn und Katie Greves den fünften Platz. Im Jahr darauf war Rodford die einzig verbliebene Ruderin aus der Vorjahrescrew. Bei den Weltmeisterschaften 2010 in Neuseeland siegten Debbie Flood, Beth Rodford, Frances Houghton und Annabel Vernon mit über zwei Sekunden Vorsprung vor den Ukrainerinnen, die lange geführt hatten. Bei den Weltmeisterschaften 2011 verpassten Melanie Wilson, Beth Rodford, Annabel Vernon und Debbie Flood das A-Finale und belegten als Siegerinnen des B-Finales den siebten Platz in der Gesamtwertung. Im Jahr darauf erreichten die Britinnen das A-Finale bei der in Eton ausgetragenen Olympischen Regatta 2012, dort belegten Melanie Wilson, Debbie Flood, Frances Houghton und Beth Rodford den sechsten Platz.
2013 wechselte Rodford im Weltcup zwischen Skull- und Riemenbooten. Bei den Weltmeisterschaften in Chungju belegte sie mit dem britischen Achter den vierten Platz. Zum Auftakt der Rudersaison 2014 erreichte sie bei den Europameisterschaften den fünften Platz mit dem Doppelvierer. Drei Monate später bei den Weltmeisterschaften 2014 belegte der britische Doppelvierer den neunten Platz. 2015 erreichte der britische Doppelvierer den vierten Platz bei den Europameisterschaften in Posen. Danach trat Rodford im Weltcup noch einmal im Doppelvierer an und einmal im Einer.
Am 16. Dezember 2015 kündigte sie ihr Karriereende an.